# Ruth Sävhagen
Ruth Ingert Sävhagen, född 27 maj 1924, död 16 maj 2019, var en svensk genetiker, akademisk ledare och ämbetsman.

## Utbildning och karriär
Ruth Sävhagen studerade vid Stockholms högskola, där hon blev fil. mag. 1952 och fil. lic. 1954. År 1955 valdes hon till ordförande för studentkåren och blev därmed Sveriges första kvinnliga kårordförande. Hon disputerade för filosofie doktorsgrad i genetik vid Stockholms universitet 1961 och förordnades till docent samma år. 1962 var hon första kvinnliga ordförande för Saco:s Yngreråd, nuvarande Saco studentråd. Åren 1964–1971 var Sävhagen rektor för Lärarhögskolan i Uppsala. Därefter arbetade hon som expert och avdelningsdirektör vid Skolöverstyrelsen innan hon utnämndes till kansliråd vid Utbildningsdepartementet 1977.

## Föreningsliv
Åren 1981–1999 var Sävhagen ordförande i Lidingö hembygdsförening och var drivande i bildandet av Lidingö museum som invigdes 1998.

## Övrigt
Ruth Sävhagen är gravsatt i minneslunden på Lidingö kyrkogård.

## Utmärkelser
- Lidingö stads kulturstipendium 1993.[1]